# Tomás Oneto
Tomás Oneto (Pueblo Doyle, San Pedro, Argentina, 14 de febrero de 1998) es un futbolista argentino. Juega como defensor y su equipo actual es Universidad Católica de la Serie A de Ecuador.

## Trayectoria
Realizó las inferiores en Talleres y con este equipo, fue bicampeón del Torneo de Reserva. Firmó su primer contrato en 2018 y al finalizar la temporada, fue cedido a préstamo al NK Istra 1961 de Croacia.
El 20 de diciembre de 2022 fue anunciado en Universidad Católica de Ecuador, firmó una temporada en condición de jugador libre.

## Estadísticas

### Clubes
Actualizado al último partido jugado el 6 de octubre de 2023.
| Equipo                         | Div.                | Temporada           | Liga     | Liga  | Copas nacionales | Copas nacionales | Copas internacionales | Copas internacionales | Total    | Total |
| Equipo                         | Div.                | Temporada           | Partidos | Goles | Partidos         | Goles            | Partidos              | Goles                 | Partidos | Goles |
| ------------------------------ | ------------------- | ------------------- | -------- | ----- | ---------------- | ---------------- | --------------------- | --------------------- | -------- | ----- |
| Talleres Argentina             | 1.ª                 | 2018-19             | 0        | 0     | -                | -                | -                     | -                     | 0        | 0     |
| Talleres Argentina             | 1.ª                 | 2019-20             | 0        | 0     | -                | -                | -                     | -                     | 0        | 0     |
| Talleres Argentina             | Total               | Total               | 0        | 0     | -                | -                | -                     | -                     | 0        | 0     |
| NK Istra 1961 · Croacia        | 1.ª                 | 2018-19             | 10       | 0     | 2                | 0                | -                     | -                     | 12       | 0     |
| NK Istra 1961 · Croacia        | Total               | Total               | 10       | 0     | 2                | 0                | -                     | -                     | 12       | 0     |
| Deportivo Alavés B · España    | 4.ª                 | 2018-19             | 3        | 0     | -                | -                | -                     | -                     | 3        | 0     |
| Deportivo Alavés B · España    | 3.ª                 | 2019-20             | 2        | 0     | -                | -                | -                     | -                     | 2        | 0     |
| Deportivo Alavés B · España    | Total               | Total               | 5        | 0     | -                | -                | -                     | -                     | 5        | 0     |
| Aucas · Ecuador                | 1.ª                 | 2020                | 3        | 0     | -                | -                | 2                     | 0                     | 5        | 0     |
| Aucas · Ecuador                | Total               | Total               | 3        | 0     | -                | -                | 2                     | 0                     | 5        | 0     |
| All Boys Argentina             | 2.ª                 | 2020                | 5        | 0     | -                | -                | -                     | -                     | 5        | 0     |
| All Boys Argentina             | 2.ª                 | 2021                | 30       | 0     | -                | -                | -                     | -                     | 30       | 0     |
| All Boys Argentina             | 2.ª                 | 2022                | 28       | 2     | -                | -                | -                     | -                     | 28       | 2     |
| All Boys Argentina             | Total               | Total               | 63       | 2     | -                | -                | -                     | -                     | 63       | 2     |
| Universidad Católica · Ecuador | 1.ª                 | 2023                | 14       | 1     | 0                | 0                | 2                     | 0                     | 16       | 1     |
| Universidad Católica · Ecuador | Total               | Total               | 14       | 1     | 0                | 0                | 2                     | 0                     | 16       | 1     |
| Total en su carrera            | Total en su carrera | Total en su carrera | 95       | 3     | 2                | 0                | 4                     | 0                     | 101      | 3     |
| 1. 2.                          |                     |                     |          |       |                  |                  |                       |                       |          |       |

## Palmarés

### Torneos de reserva
| Título            | Club     | País      | Año  |
| ----------------- | -------- | --------- | ---- |
| Torneo de Reserva | Talleres | Argentina | 2017 |
| Torneo de Reserva | Talleres | Argentina | 2018 |